# La Soupe au canard
« Duck Soup » redirige ici.  Pour le film Duck Soup de Laurel et Hardy de 1927, voir Maison à louer.
Pour plus de détails, voir Fiche technique et Distribution.
La Soupe au Canard ou Soupe au canard (Duck Soup) est une comédie américaine, interprétée par les Marx Brothers (Groucho, Harpo, Chico et Zeppo), réalisée par Leo McCarey, sortie en 1933. Le film raconte l'histoire de Rufus T. Firefly, qui arrive au pouvoir à Freedonia sur les recommandations de Mrs. Teasdale. Mais il accumule les gaffes au point de provoquer la guerre avec le pays voisin, Sylvania.
Le film réunit à l'écran les quatre frères Marx ainsi que Margaret Dumont et Louis Calhern. La Soupe au Canard est le dernier film des frères Marx dans lequel apparaît Zeppo, et le dernier d'une série de cinq films des Marx produits par la Paramount.
Bien que les critiques de l'époque aient estimé que La Soupe au canard était en dessous de ce qu'on pouvait attendre des frères Marx, les avis ont depuis évolué et le film est devenu un classique. Il est aujourd'hui considéré comme un chef-d'œuvre par une grande partie de la critique, et souvent comme le meilleur film des Marx.
En 1990, La Soupe au canard a été choisi par le National Film Registry pour être conservé à la Bibliothèque du Congrès aux États-Unis pour son « importance culturelle, historique ou esthétique ».

## Synopsis
La richissime madame Teasdale (Margaret Dumont) exige, en échange de son aide financière, que Rufus T. Firefly (Groucho) soit placé à la tête du pays de Freedonia, qui croule sous les dettes. Pendant ce temps, le pays de Sylvania, une puissance voisine, tente d'envahir Freedonia. L'ambassadeur sylvanien, Trentino (Louis Calhern), s'évertue à charmer Mrs. Teasdale et manigance un coup d'État. Pour ce faire, il tente de compromettre Firefly grâce à ses espions, Chicolini (Chico) et Pinky (Harpo).
N’ayant récolté aucune information intéressante sur Firefly, Chicolini et Pinky s’infiltrent dans le gouvernement. Chicolini est ainsi nommé ministre de la Guerre car Firefly le voit vendre des cacahuètes devant sa fenêtre. Pendant ce temps, le secrétaire de Firefly, Bob Roland (Zeppo) soupçonne Trentino et demande à Firefly de se débarrasser de lui en l’insultant. Firefly accepte, mais après une série d’insultes personnelles échangées entre Firefly et Trentino, le stratagème tourne court quand Firefly gifle Trentino au lieu du contraire. Les deux pays sont à deux doigts de se déclarer la guerre. Au désaccord international s’ajoute l'intérêt que Firefly porte lui aussi à madame Teasdale, dont il espère récupérer la fortune de son défunt mari.
Trentino apprend que les plans de bataille de Freedonia se trouvent dans le coffre-fort de madame Teasdale et ordonne à Chicolini et Pinky de les dérober. Chicolini se fait prendre sur le fait par Firefly. Lors de son procès, la guerre est officiellement déclarée. C'est l’euphorie générale, tout le monde se met à chanter et danser. Le procès est reporté, Chicolini et Pinky se joignent à Firefly et Bob Roland dans une bataille anarchique menant au chaos généralisé.
En guise de dénouement, Trentino est fait prisonnier par les frères Marx qui le bombardent de fruits. Trentino a beau se rendre, Firefly refuse de s’arrêter tant qu'il reste des fruits à lancer. Madame Teasdale entame l’hymne national de Freedonia sur un air d’opéra, si bien que les frères Marx la prennent à son tour pour cible.

## Fiche technique
- Titre français : La Soupe au canard
- Titre original : Duck Soup
- Réalisation : Leo McCarey
- Scénario : Bert Kalmar, Harry Ruby, Arthur Sheekman (en), Nat Perrin (en).
- Musique : Bert Kalmar, Harry Ruby
- Chansons : 
  - His Excellency Is Due de Harry Ruby et Bert Kalmar
  - The Country's Going to War de Harry Ruby et Bert Kalmar
- Photographie : Henry Sharp
- Décors : Hans Dreier et Wiard Ihnen
- Montage : LeRoy Stone, assisté d'Edward Dmytryk (non crédités)
- Production : B. P. Schulberg
- Société de production : Paramount Pictures
- Société de distribution : Paramount Pictures (1933-1957)
- Pays de production :  États-Unis
- Langue originale : anglais
- Genre : comédie burlesque
- Durée : 70 minutes
- Dates de sortie :
  - États-Unis : 17 novembre 1933
  - France : 2 mars 1934

## Distribution
- Groucho Marx : Rufus T. Firefly
- Harpo Marx : Pinky
- Chico Marx : Chicolini
- Zeppo Marx : Bob Roland
- Margaret Dumont : Mme Gloria Teasdale
- Raquel Torres : Vera Marcal

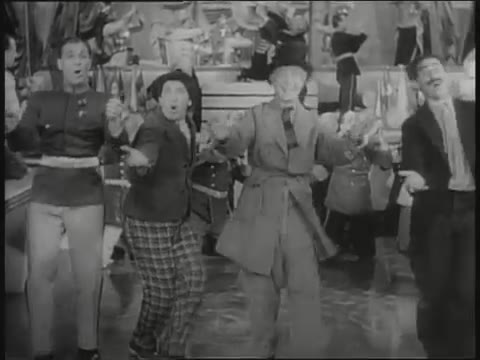
Les Marx Brothers dans Soupe au canard

- Louis Calhern : Ambassadeur Trentino de Sylvania
- Edmund Breese : Zander
- Leonid Kinskey : l'agitateur sylvanien dans le bureau de Trentino
- Charles B. Middleton : le procureur
- Edgar Kennedy : le marchand de limonade
- Davison Clark : Ministre des finances
- Louise Closser Hale, Maude Turner Gordon : des invitées à la réception
- Verna Hillie : la secrétaire
- Edward LeSaint
- Edwin Maxwell : Ministre de la guerre
- George MacQuarrie : Premier juge
- Eric Mayne : Juge
- William Worthington : Ministre des finances

### À propos de la distribution
Si l'on compare le scénario original avec le film, on remarque que la plupart des noms initialement choisis pour les personnages ont changé. Seuls les noms de « Chicolini » et « Mme Teasdale » ont été conservés. Le personnage incarné par Groucho, qui s'appelait à l'origine « Rufus T. Firestone », est finalement devenu « Rufus T. Firefly » tandis que le personnage de Harpo, appelé « Pinky » dans la version finale, portait le nom de « Brownie » dans le dossier de presse. « Frankenstein, ambassadeur d'Amnésie » est rapidement devenu « Trentino, ambassadeur de Sylvanie ». Zeppo a conservé le rôle du fils de Firefly jusque tard dans la phase de production, pour finalement devenir « Bob Roland », son secrétaire. De plus, « June Parker », la nièce de Mme Teasdale, s'est transformée en « Vera Marcal ». Tout d'abord présentée comme la « nièce » de Trentino, elle est finalement devenue sa compagne. [15]

## Production
Le film précédent des frères Marx, Plumes de cheval, fut le plus gros succès commercial de la Paramount en 1932. Encouragé par une telle réussite, le studio les pressa dès août 1932 d’en écrire la suite. À ce stade, l'histoire (provisoirement intitulée Ooh la la [7]) devait d'ores et déjà se dérouler dans un royaume imaginaire. Le 11 août 1932, le Los Angeles Times annonça que la production débuterait cinq semaines plus tard, avec le célèbre Ernst Lubitsch à la réalisation.
Ce fut une période tumultueuse dans la carrière des frères Marx. La refonte de la Paramount retarda grandement le paiement de dettes envers les frères Marx, si bien qu'ils menacèrent de quitter le navire pour lancer leur propre maison de production, « Marx Bros. Inc ». [16] Leur premier projet de production indépendante était d'adapter à l'écran la célèbre comédie musicale Of Thee I Sing, sous la réalisation de Norman Z. McLeod. [2] De novembre 1932 à mai 1933, Groucho et Chico travaillèrent également sur Flywheel, Shyster and Flywheel, une émission de radio écrite par Nat Perrin et Arthur Sheekman. Il fut même envisagé d'intégrer ce duo d'animateurs au nouveau film [16], mais le concept fut finalement utilisé dans le film Les Marx au grand magasin. [2]
En octobre 1932, Arthur Sheekman, Harry Ruby et Bert Kalmar se lancèrent dans la rédaction du scénario de Firecrackers, le nouveau film de la Paramount. [7] [15] Herman Mankiewicz devait être responsable de la production à partir de janvier 1933. En décembre 1932, le titre du film devint Cracked Ice. [15] Grover Jones aurait également contribué à la première ébauche du film. [16] Dans son livre The Marx Brothers Encyclopedia, Glenn Mitchell écrit qu'« il est difficile de choisir le contenu d'un premier scénario». [17]

## Scène du miroir
Dans la « scène du miroir », Pinky, déguisé en Firefly, fait semblant d’être le reflet de Firefly dans un miroir imaginaire, imitant presque à la perfection le moindre de ses gestes. Lors d’un moment particulièrement surréaliste, les deux hommes échangent leur place, de sorte qu'on ne sait plus qui est qui. Malheureusement pour eux, Chicolini, lui aussi déguisé en Firefly, entre dans le cadre dans un carambolage général. La scène du miroir reste sans doute la meilleure scène du genre, mais ce n'est pas pour autant la première. Max Linder utilise le même procédé dans Sept Ans de malheur (1921), quand des majordomes cassent accidentellement un miroir et tentent de cacher les faits en imitant les gestes du propriétaire dans le cadre du miroir. Charlie Chaplin a fait un gag identique dans Charlot chef de rayon (1916), sans miroir cette fois.
Cette scène a été recréée à maintes reprises : dans l’épisode La lapinomalose des aventures de Bugs Bunny, dans Les Revenants solitaires avec Mickey Mouse, dans le film Aventures au harem d’Abbott et Costello en 1944, dans Idle Roomers le court-métrage des Trois Stooges la même année, dans la Panthère Rose en 1963, dans la série télévisée L'Île aux naufragés, (Gilligan contre lui-même, 1966), dans le film Quand les jumelles s'emmêlent en 1988, ou encore dans l'épisode Zone 51 de X-Files. Cette scène a également été parodiée dans l'épisode Voyage en Allemagne de la série animée Les Griffin. Harpo a lui-même repris cette scène, vêtu de son costume habituel et accompagné de Lucille Ball affublée d'une perruque hirsute et d'un trench-coat dans l'épisode Lucy and Harpo Marx de I Love Lucy.

## Autres scènes et traits d’humour
La scène finale du film tourne la guerre en dérision en comparant le nationalisme à un spectacle de troubadour. Une des répliques est une variante du vieux negro spiritual intitulé All God's Chillun Got Wings (« Tous les enfants de Dieu ont des ailes » en français) qui, selon certaines sources, avait failli être supprimée de la version actuelle du DVD pour ne pas offenser la communauté afro-américaine :
They got guns, Ils ont des armes,

We gots guns, Nous avons des armes,

All God’s Chillun got guns! Tous les enfants de Dieu ont des armes !

I’m gonna walk all over the battlefield, Je vais défiler sur le champ de bataille,

‘Cause all God’s chillun got guns! Car tous les enfants de Dieu ont des armes !
Une partie de la scène finale apparaît à la fin de Hannah et ses sœurs de Woody Allen et donne au personnage incarné par le cinéaste la motivation nécessaire pour continuer à vivre sa vie. Peu après, lors des dernières scènes de bataille, « considérées à juste titre comme faisant partie des plus drôles de l’histoire du cinéma », on voit Firefly porter un costume différent à presque chaque nouvelle séquence jusqu’à la fin du film. On le voit notamment revêtir les uniformes de la guerre de Sécession (Nord puis Sud), puis celui d’un garde britannique, d’un chef scout, et même le couvre-chef de Davy Crockett, en peau de raton laveur. Pendant ce temps, l’apparence du bâtiment qu’ils occupent ne cesse de changer : on passe d’un bunker à une vieille forteresse, etc. Firefly assure à ses généraux qu’il a un homme sur le terrain qui recrute des volontaires. Effectivement, Pinky erre sur les lignes de front en homme sandwich avec une pancarte qui indique « Join the Army and see the Navy ». Par la suite, Chicolini pousse Pinky à porter un message à travers les lignes ennemies. Firefly lui dit alors « et souviens-toi que pendant que tu risqueras ta peau là-bas, en évitant les obus, nous serons là à nous rappeler à quel point tu es nul. » Thomas Doherty estime que cette réplique « résume le cynisme de la Grande Guerre envers toutes les actions patriotiques ».
L’exclamation patriotique « Vous réalisez que cela veut dire la guerre ! » n’a pas été employée pour la première fois dans La Soupe au canard bien qu’elle soit prononcée à plusieurs reprises dans le film (au moins deux fois par Trentino et une fois par Groucho). Par la suite, Groucho la reprend dans Une nuit à l'opéra et Un jour aux courses. Des variantes de cette phrase sont ensuite devenues des répliques cultes de personnages de cartoons de la Warner Bros comme Daffy Duck ou Bugs Bunny.
Dans une autre scène du film, les Marx Brothers tournent en dérision le code Hays qui interdit de filmer un homme et une femme dans le même lit. La scène débute dans la chambre où l’on voit les chaussures d’une femme, d’un homme, puis des fers à cheval éparpillés sur le sol. On voit ensuite Pinky partager son lit avec le cheval tandis que la femme est dans un lit séparé.
Les scénaristes du film ont réutilisé une blague de Plumes de cheval dans ce dialogue avec Chico :
Procureur : Chicolini, n’est-il pas vrai que vous avez vendu des plans secrets de l’État de Freedonia ?

Chicolini : Bien sûr que si ! J’ai vendu des flans sucrés, des tas.
Les bagarres avec les vendeurs à la sauvette sont aussi un grand classique de l’humour tarte à la crème. On
en a un exemple lorsque Chico et Harpo s’en prennent à un vendeur de limonade (interprété par le comique américain Edgar Kennedy) qui perd son sang-froid. Dans une première scène, les chapeaux volent, sont ramassés puis échangés. Plus tard, Kennedy (un homme à l’imposante carrure) vole des sacs de cacahuètes à Harpo qui se venge en lui brûlant son canotier tout neuf, si bien que Kennedy renverse leur chariot de cacahuètes. Harpo se venge à son tour en sautant à pieds joints dans la barrique de limonade de Kennedy, tel un paysan italien qui foule le raisin avec ses pieds, faisant fuir les clients.
La scène du miroir est précédée par la scène de la radio. Harpo essaie de taper la combinaison du coffre sur un boitier qui s’avère être une radio. On entend soudain Stars and Stripes Forever, une marche militaire composée par John Philip Sousa. La musique ne s’arrête pas malgré des efforts désespérés pour éteindre la radio qui est finalement détruite.
Harpo retirait souvent son couvre-chef à l’écran mais Chico n’ôtait que très rarement son chapeau tyrolien, même à l’intérieur. Durant quelques secondes de la scène précédente, Chico a la tête découverte, révélant ainsi une perruque bouclée. Le crâne de Chico avait déjà commencé à se dégarnir lors du premier spectacle des Marx Brothers à Broadway, I’ll Say She Is, en 1924. Les quatre frères étaient dégarnis, mais Harpo et Chico le dissimulaient grâce à des perruques (Groucho arborera ensuite une moumoute dans Un jour au cirque et Chercheurs d’or).

## Accueil
La Soupe au canard n'a pas été une grande réussite au box-office comparé aux autres films des Frères Marx produits par la Paramount, mais le film n'a pas non plus été le fiasco total dont on a pu parler. Les critiques ont été mitigées à sa sortie, sans que ce soit la cause de la fin de la collaboration entre les comédiens et la Paramount. Des conflits avec les frères Marx, qui ont été jusqu'à menacer de tout arrêter, ont envenimé les relations entre les comédiens et la Paramount alors que le film était en préparation. Ayant honoré leur contrat de cinq films avec le studio, les Marx Brothers ont mis fin, après ce film à leur collaboration avec la Paramount.
À l’époque, la plupart des critiques n’aiment pas le film à cause de sa vision « dépassée » de la politique. Aujourd’hui, quelques critiques restent également de marbre devant le film. Christopher Null explique que « la brochette de caricatures de Mussolini finit par lasser. Les gags sont à prendre, l’histoire à laisser ».
Groucho lui-même ne faisait pas grand cas du film à l’époque. Lorsqu’on lui demanda d’expliquer la portée politique du film, il haussa simplement les épaules et répondit : « Quelle portée politique ? Vous avez là quatre Juifs qui cherchent à amuser la galerie ». Pourtant, les Marx Brothers sont aux anges lorsqu’ils apprennent que Benito Mussolini a pris le film pour une insulte personnelle et l’a interdit de diffusion en Italie. De même, les habitants de Fredonia, dans l’état de New York, manifestent car ils ont peur de voir la réputation de leur ville pâtir de la prononciation similaire de son nom avec celle de la nation du film. Les Marx Brothers prirent le contre-pied de leurs revendications en leur conseillant de changer le nom de leur ville pour ne pas nuire à leur film,.
Malgré la réponse critique plus que frileuse, La Soupe au canard est aujourd’hui considéré comme un grand classique de la farce politique. Le critique Daniel Griffin pense que La Soupe au canard « n’a rien à envier à d’autres comédies de guerre, comme Le Dictateur de Charlie Chaplin et Docteur Folamour de Stanley Kubrick, à la déroutante différence près que La Soupe au Canard ne semble se revendiquer que comme une simple succession d’âneries ». Son confrère critique Roger Ebert, quant à lui, pense que « les frères Marx ont produit une œuvre ou chaque film constitue la partie d’un tout, dont La Soupe au canard est certainement le plat de résistance ». Le critique britannique Barry Norman, moins enthousiaste concernant l’œuvre des Marx Brothers en général, considère tout de même La Soupe au canard comme leur meilleur film et le cite même dans son top 100 des meilleurs films du 20e siècle.
On peut constater une nouvelle vague d’engouement pour ce film (et pour les comédies des années 1930 en général) pendant les années 1960 qui va de pair avec la rébellion culturelle de cette époque. Le critique littéraire américain Harold Bloom considère la fin de La Soupe au canard comme l’une des plus grandes œuvres d’art américain du XXe siècle.
En 1990, La Soupe au canard fut déclaré par la Bibliothèque du Congrès comme étant un film « culturellement, historiquement ou esthétiquement important » et digne d’être préservé au National Film Registry. En 2000, les lecteurs du magazine Total Film élisent La Soupe au canard comme 29e meilleure comédie de tous les temps. Le film bénéficie de 94% d’avis positifs sur le site Rotten Tomatoes. C’est également l’un des plus anciens films à faire partie de la liste des Meilleurs Films de Roger Ebert.

## Autour du film
- Duck Soup, titre original du film, est une expression d'argot qui désigne quelque chose de facile à faire.
- Lors de l'année de sa sortie (1933), ce film s'est classé à la 19e place en termes de recettes commerciales annuelles aux États-Unis.
- La séquence au générique ou l'on voit des canards dans une marmite bouillante est réalisée sans trucages.
- La scène du miroir où Pinky reproduit tous les mouvements de Firefly est parodiée dans l'épisode Zone 51 de la série X-Files[11].